# Brytyjskie medale koronacyjne i jubileuszowe
Brytyjskie medale koronacyjne i jubileuszowe (ang. british coronation and jubilee medals – rodzaj Brytyjskich odznaczeń wręczanych w formie medalu na wstążce przypinanej do lewej piersi z okazji jubileuszu panowania lub koronacji, w tym medale durbaru (z per. dwór) w Delhi, czyli koronacji na cesarza lub cesarzową Indii Brytyjskich.
| Baretka                                                              | Nazwa polska                                                                          | Nazwa angielska                                                      | Ustan.                                                               | Ilustracja                                                           |
| Medale koronacyjne, jubileuszowe i durbaru (noszone wg daty nadania) | Medale koronacyjne, jubileuszowe i durbaru (noszone wg daty nadania)                  | Medale koronacyjne, jubileuszowe i durbaru (noszone wg daty nadania) | Medale koronacyjne, jubileuszowe i durbaru (noszone wg daty nadania) | Medale koronacyjne, jubileuszowe i durbaru (noszone wg daty nadania) |
| -------------------------------------------------------------------- | ------------------------------------------------------------------------------------- | -------------------------------------------------------------------- | -------------------------------------------------------------------- | -------------------------------------------------------------------- |
|                                                                      | †† Medal Cesarzowej Indii                                                             | Empress of India Medal                                               | 1877                                                                 |                                                                      |
|                                                                      | † Medal Złotego Jubileuszu Królowej Wiktorii                                          | Queen Victoria Golden Jubilee Medal                                  | 1887                                                                 |                                                                      |
|                                                                      | † Medal Złotego Jubileuszu Królowej Wiktorii dla Policji                              | Queen Victoria Golden Police Jubilee Medal                           | 1887                                                                 |                                                                      |
|                                                                      | † Medal Diamentowego Jubileuszu Królowej Wiktorii                                     | Queen Victoria Diamond Jubilee Medal                                 | 1897                                                                 |                                                                      |
|                                                                      | †† Medal Diamentowego Jubileuszu Królowej Wiktorii dla Burmistrzów                    | Queen Victoria Diamond Jubilee Medal for Mayors and Provosts         | 1897                                                                 |                                                                      |
|                                                                      | † Medal Diamentowego Jubileuszu Królowej Wiktorii dla Policji                         | Queen Victoria Police Diamond Jubilee Medal                          | 1897                                                                 |                                                                      |
|                                                                      | † Medal Odwiedzin Irlandii Królowej Wiktorii                                          | Queen Victoria Visit to Ireland Medal                                | 1900                                                                 |                                                                      |
|                                                                      | † Medal Koronacyjny Króla Edwarda VII                                                 | King Edward VII Coronation Medal                                     | 1902                                                                 |                                                                      |
|                                                                      | †† Medal Koronacyjny Króla Edwarda VII dla Burmistrzów                                | King Edward VII Mayors and Provosts Coronation Medal                 | 1902                                                                 |                                                                      |
|                                                                      | † Medal Koronacyjny Króla Edwarda VII dla Policji                                     | King Edward VII Police Coronation Medal                              | 1902                                                                 |                                                                      |
|                                                                      | † Medal Durbaru Króla Edwarda VII w Delhi                                             | King Edward VII Delhi Durbar Medal                                   | 1903                                                                 |                                                                      |
|                                                                      | † Medal Odwiedzin Szkocji Króla Edwarda VII dla Policji                               | Police Medal for King Edward VII Visit to Scotland                   | 1903                                                                 | w oczekiwaniu                                                        |
|                                                                      | † Medal Odwiedzin Irlandii Króla Edwarda VII                                          | King Edward VII Visit to Ireland Medal                               | 1903                                                                 |                                                                      |
|                                                                      | † Medal Koronacyjny Króla Jerzego V                                                   | King George V Coronation Medal                                       | 1911                                                                 |                                                                      |
|                                                                      | † Medal Koronacyjny Króla Jerzego V dla Policji                                       | King George V Police Coronation Medal                                | 1911                                                                 |                                                                      |
|                                                                      | † Medal Odwiedzin Irlandii Króla Jerzego V                                            | King George V Visit to Ireland Medal                                 | 1911                                                                 |                                                                      |
|                                                                      | † Medal Durbaru Króla Jerzego V w Delhi                                               | King George V Delhi Durbar Medal                                     | 1911                                                                 |                                                                      |
|                                                                      | Medal Srebrnego Jubileuszu Króla Jerzego V                                            | King George V Silver Jubilee Medal                                   | 1935                                                                 |                                                                      |
| Medal Koronacyjny Króla Jerzego VI                                   | Medal Koronacyjny Króla Jerzego VI                                                    | King George VI Coronation Medal                                      | 1937                                                                 |                                                                      |
| Medal Koronacyjny Królowej Elżbiety II                               | Medal Koronacyjny Królowej Elżbiety II                                                | Queen Elizabeth II Coronation Medal                                  | 1953                                                                 |                                                                      |
| Medal Srebrnego Jubileuszu Królowej Elżbiety II                      | Medal Srebrnego Jubileuszu Królowej Elżbiety II                                       | Queen Elizabeth II Silver Jubilee Medal                              | 1977                                                                 |                                                                      |
| Medal Złotego Jubileuszu Królowej Elżbiety II                        | Medal Złotego Jubileuszu Królowej Elżbiety II                                         | Queen Elizabeth II Golden Jubilee Medal                              | 2002                                                                 |                                                                      |
| Medal Diamentowego Jubileuszu Królowej Elżbiety II (wer. brytyjska)  | Medal Diamentowego Jubileuszu Królowej Elżbiety II                                    | Queen Elizabeth II Diamond Jubilee Medal                             | 2012                                                                 |                                                                      |
| Medal Diamentowego Jubileuszu Królowej Elżbiety II (wer. karaibska)  | Medal Diamentowego Jubileuszu Królowej Elżbiety II (dla państw karaibskich)           | Queen Elizabeth II Diamond Jubilee Medal (for the Caribbean Realms)  | 2012                                                                 |                                                                      |
|                                                                      | Medal Platynowego Jubileuszu Królowej Elżbiety II                                     | Queen Elizabeth II Platinum Jubilee Medal                            | 2022                                                                 |                                                                      |
|                                                                      | Medal Platynowego Jubileuszu Królowej Elżbiety II (nadawanego przez prowincje Kanady) | Queen Elizabeth II Platinum Jubilee Medal (Provincial)               | 2022                                                                 |                                                                      |
|                                                                      | Medal Koronacyjny Króla Karola III                                                    | King Charles III Coronation Medal                                    | 2023                                                                 |                                                                      |